# Just for Laughs

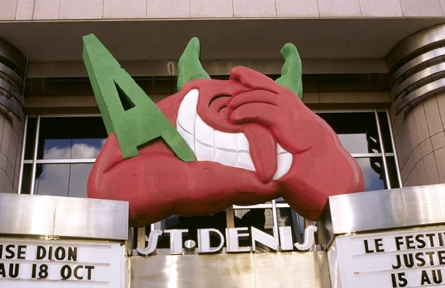
O Théâtre Saint-Denis em Montreal com Victor, o mascote do festival

Just for Laughs (em francês:  Juste pour rire) é um festival de comédia que ocorre anualmente desde 1983 em julho na cidade canadense de Montreal, o maior evento mundial do gênero.

## História

### Fundação e crescimento
Este festival foi fundado por Gilbert Rozon como um evento francófono. 2 anos mais tarde, Andy Nulman veio a ser integrado e introduziu números em inglês.

### Membros exemplares
Pelo festival, passaram vários artistas de todos os lugares do mundo. Cada qual com seu humor específico, mas com visões diferentes de humor. Porém, não só comediantes apresentam-se nele: dançarinos, mágicos, equilibristas, músicos e outros artistas de várias artes também tiveram o privilégio de atuar no seu palco.
Eis alguns nomes renomados mundialmente que passaram por ele:
- Jerry Lee Lewis;
- Adam Sandler;
- Pen And Teller;
- Chris Rock;
- Nick Thune;
- David Copperfield;
- Rowan Atkinson

etc..

### Em outras mídias
O programa de televisão Just for Laughs: Gags apresenta desde 2000 os melhores momentos do festival bem como pegadinhas feitas nas ruas de Quebec, nas de Vancouver e nas de Montreal por diversos atores com vítimas aleatórias.